# Szabó Alex
Szabó Alex (Nagyatád, 1998. augusztus 26. –) magyar labdarúgó, a Kecskeméti TE játékosa.

## Pályafutása

### Klubcsapatokban
2009-től 2012-ig Karád SC, majd 2015-ig a Dél-Balaton FC Balatonszemes ifjúsági játékosa volt. Ezután Kaposvárra igazolt, a 2016–17-es idényben az U 19-es csapattal bajnok lett. 2017. április 8-án a Hévíz elleni mérkőzésen (0–0) mutatkozott be a felnőttek között, az NB III-ban. Összesen 9 mérkőzésen játszott a harmadosztályban bronzérmes csapatban. Az NB I-ben először 2019. január 2-án az Újpest FC elleni összecsapáson (2–3) játszott. 2021-ig volt a Kaposvári Rákóczi játékosa, ahol 75 mérkőzésen 1 gólt szerzett és 2 gólpasszt adott. 2021-től a Kecskemét csapatát erősíti. Az első idényben 33 NB II-es bajnoki mérkőzésen játszott, 2 gólt szerzett. 2023. április 15-én szerezte első NB I-es találatát, a Zalaegerszeg ellen 3–0-ra megnyert hazai mérkőzésen mesteri gólt fejelt. Április 28-án újabb gólt fejelt a Paksi FC elleni hazai bajnoki mérkőzésen (2–3).

## Sikerei, díjai
Kaposvári Rákóczi
- NB II második helyezett: 2018–19

 Kecskemét
- NB II második helyezett: 2021–22
- Magyar labdarúgó-bajnokság ezüstérmes: 2022–23[4]